# Entraigues-sur-la-Sorgue
Entraigues-sur-la-Sorgue là một xã trong tỉnh Vaucluse thuộc vùng Provence-Alpes-Côte d’Azur ở đông nam nước Pháp. Xã này nằm ở khu vực có độ cao trung bình 29 mét trên mực nước biển.